# Hotaru no hikari
Hotaru no hikari (ホタルノヒカリ?) è un manga josei realizzato da Satoru Hiura, pubblicato da Kōdansha sulla rivista Kiss dal 2004 al 2009 e in seguito raccolto in 15 volumi tankōbon.
L'opera è stata adattata in due dorama televisivi live action nel 2007 e 2010 (rispettivamente di 10 e 11 puntate) e in un film cinematografico omonimo uscito nel giugno 2012 che funge da conclusione alla storia.

## Trama
Amemiya Hotaru è una ventisettenne che lavora per una compagnia di interior design. La sua vita scorre tranquilla fino a che il capo del suo dipartimento, Takano, non le piomba in casa tra capo e collo. Si scoprirà, infatti, che l'appartamento da lei affittato è del padre di Takano. Il Capo Dipartimento Takano, quarantunenne (in rotta con sua moglie) e Hotaru si trovano infine incastrati in una forzosa convivenza e subito saltano fuori i difetti di entrambi. Hotaru, infatti, è quella che si definisce un "pesce secco", una ragazza che si è lasciata andare, che non è interessata all'amore come tutte le sue coetanee. Le sue uniche passioni sono dormire, bere birra sul portico e leggere manga.
La sua vita scorre tranquilla fino a quando il suo capo non inizierà a spingerla, piano piano, nell'oceano dei sentimenti (complice anche un giovane collega molto sexy).

## Personaggi
- Haruka Ayase - Hotaru
- Naohito Fujiki - Seiichi
- Shinji Takeda - Kaname
- Kazuki Kato - Makoto
- Ryoko Kuninaka - Yuuka
- Gota Watabe - Shun
- Jyōji Shibue - Junpei
- Ken Yasuda - Shouji
- Yuka Itaya - Sachiko
- Reina Asami - Minako
- Tomomi Maruyama - Ken
- Marika Matsumoto - Suzuko
- Sara Matsushita - Hatsuko
- Hiroshi Matsunaga - Takatoshi
- Tomoka Kurotani - Miyuki
- Riko Yoshida - Hotaru da bambino

### Cast seconda stagione
- Haruka Ayase
- Naohito Fujiki
- Yuka Itaya
- Ken Yasuda
- Osamu Mukai
- Asami Usuda
- Momoka Ishii
- Tsumotu Takahashi
- Aoi Nakabeppu
- Tomohiro Ichikawa
- Yuki Kimisawa
- Takuya Ide
- Chiaki Sato
- Takahiro Yanagisawa
- Rena Mashita
- Tae Kimura

### Cast film
- Haruka Ayase
- Naohito Fujiki
- Yasuko Matsuyuki
- Yūya Tegoshi
- Yuka Itaya
- Ken Yasuda